# Henschia collinus
Henschia collinus är en insektsart som beskrevs av Karl Henrik Boheman 1850. Henschia collinus ingår i släktet Henschia och familjen dvärgstritar. Inga underarter finns listade i Catalogue of Life.